# MTV Rocks
MTV Rocks – brytyjski kanał muzyczny koncernu MTV Networks Europe. Kanał był następcą MTV Two. Ten 24-godzinny kanał nadawał muzykę alternatywną, metal, grunge i rock. Dostępny był w Polsce na platformach cyfrowych Canal+, Cyfrowy Polsat, Neostrada z telewizją oraz sieciach kablowych, m.in. w UPC Polska, Aster, Toya i INEA.
6 marca 2012 roku, kanał MTV Rocks, wraz z siostrzanym MTV Dance, przeszedł na nadawanie w formacie 16:9.
5 kwietnia 2017 roku, logo MTV Rocks zostało zmienione, poprzez pokolorowanie go na kolor żółty.
5 października 2020 wersja europejska została zastąpiona przez MTV 90s. W Wielkiej Brytanii został zlikwidowany 20 lipca 2020.